# Los Kjarkas
Los Kjarkas är en boliviansk folkmusikgrupp grundad i Capinota 1965. Deras mest kända låt är Llorando se fue. Den franska gruppen Kaoma fick 1989 en jättehit med låten, då under namnet Lambada. Gruppen hade dock inte fått tillstånd att översätta texten och blev därför stämda. Los Kjarkas fick ersättning för Kaomas version av låten. Jennifer Lopez singel On the Floor innehåller samplingar av Los Kjarkas låt. 
Los Kjarkas har också grundat två skolor som lär ut folkmusik från Anderna: Escuela Musical de Kjarkas i Lima, Peru och La Fundación Kjarkas i Ecuador. Bandet har turnerat i de flesta kontinenter, vilket gör dem till den mest framgångsrika folkmusikgruppen från Bolivia. Gruppen har gjort över 350 sånger.
Frontfigur i gruppen har alltid varit sångaren, gitarristen och låtskrivaren Gonzalo Hermosa González, som skapade gruppen tillsammans med sina bröder Elmer Hermosa González och Ulises Hermosa González, samt Gastón Guardia Bilboa och Ramiro de la Zerda. När de la Zerda lämnade gruppen och Ulises Hermosa González dog i cancer 1992, ersattes de av Eduardo Yáñez Loayza, Rolando Malpartida Porcel och José Luis Morales Rodríguez. 2002 kom japanen Makoto Shishido, Lin Angulo och Gonzalo Hermosa González junior till gruppen och ersatte Loayza, Porcel och Rodríguez. Shishido anslöt efter att ha sett Los Kjarkas uppträda i Japan.